# Aero (album)
AERO (Anthology of Electronic Revisited Originals) is een verzamelalbum van de Franse synthesizerartiest Jean-Michel Jarre. Het album werd uitgebracht in september 2004 en telt 15 nummers.
In de Nederlandse Album Top 100 bereikte het album de 33e plek.

## Beschrijving
Het album bevat nieuwe opnames van populaire titels zoals "Oxygene 2", "Oxygène 4" en "Magnetic Fields 1", drie nieuwe nummers en een live-opname van "Rendez-Vous 4" van het AERO-concert in surround sound op dvd en in stereo op cd. Een van de drie nieuwe nummers, "Aero", is een bewerking van "Je Me Souviens" uit 2000, die verscheen op het album Métamorphoses en met gesproken tekst van Laurie Anderson. De muzieknummers lopen in elkaar over.
Jarre koos er ook voor om de muziek uit te brengen op een dvd (DVD-Video-formaat). Deze dvd biedt audiosporen in Dolby Digital, DTS en stereo. Tijdens het afspelen kan optioneel een videospoor worden afgespeeld, die de ogen van actrice Anne Parillaud laat zien terwijl ze naar de muziek luistert. Parillaud had op dat moment een relatie met Jarre.

## Nummers
Het album bevat de volgende nummers:
1. Aero Opening – 0:50
2. Oxygene 2 – 7:41
3. Aero – 3:09
4. Equinoxe 8 – 1:24
5. Oxygene 4 – 5:05
6. Souvenir of China – 4:46
7. Aerology – 3:40
8. Equinoxe 3 – 6:33
9. Equinoxe 4 – 6:46
10. Last Rendez-Vous – 5:08
11. Zoolookology – 3:54
12. Aerozone – 4:56
13. Magnetic Fields 1 – 5:59
14. Chronology 6 – 4:55
15. Rendez-Vous 4 (Live Version) – 7:34

## Medewerkers
- Jean-Michel Jarre – componist, producent